# Historia A.C. Milan

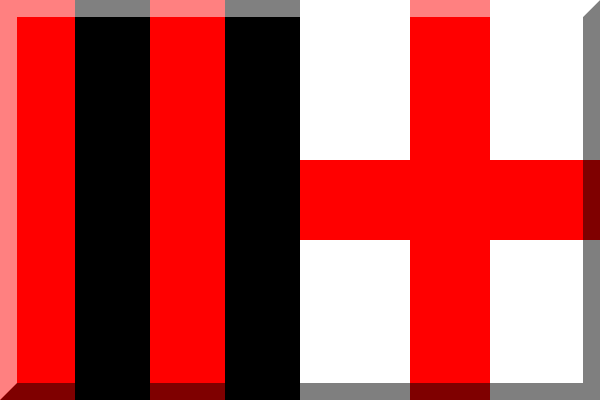
Klubowe barwy Milanu

Historia włoskiego klubu piłkarskiego A.C. Milan rozpoczęła się 16 grudnia 1899 w Mediolanie. Tego dnia powstał klub o nazwie Milan Cricket and Foot-Ball Club.
W ciągu ponad 100 lat swojej historii Milan odniósł wiele sukcesów na arenie zarówno krajowej, jak i międzynarodowej. Jest jednym z najbardziej utytułowanych klubów piłkarskich na świecie.

## Historia Milanu
Seria szczegółowych artykułów poświęconych historii Milanu podzielona została na pięć części, w kolejności chronologicznej.

### Część I
- Sytuacja przed założeniem klubu
- Spotkanie założycielskie
- Pierwsze lata Milanu i pierwsze mecze
- Pierwsze tytuły mistrzowskie
- Wykluczenie z rozgrywek za posiadanie obcokrajowców
- Powrót do mistrzostw Włoch
- Rozgrywki regionalne w okresie I wojny światowej
- Mistrzostwa powojenne
- Konflikt klubów z federacją piłkarską (1922)

### Część II
- Początek jednolitych mistrzostw
- Pierwsze mecze w Serie A (1929)
- Pierwsze mecze w Pucharze Włoch
- Milan w środku tabeli w latach 30.
- Pierwszy finał Pucharu Włoch (1943)
- II wojna światowa
- Powrót Serie A i przybycie tercetu Gre-No-Li

### Część III
- Pierwszy powojenny tytuł mistrzowski
- Kolejne tytuły Milanu i miejsca na podium w latach 50.
- Triumfy w Pucharze Łacińskim
- Pierwszy finał Pucharu Europy (1958)
- Pierwszy Puchar Europy (1963)
- Pierwszy Puchar Włoch i Puchar Zdobywców Pucharów
- Kolejne sukcesy w Serie A i Pucharze Europy oraz pierwszy Puchar Interkontynentalny
- Kolejne triumfy w Pucharze Włoch i Pucharze Zdobywców Pucharów w latach 70.
- 10. tytuł mistrzowski i zdobycie gwiazdki (1979)

### Część IV
- Afera Totonero i degradacja
- Gra w Serie B
- Powrót do Serie A
- Objęcie stanowiska prezesa klubu przez Silvia Berlusconiego
- Milan na szczycie: komplet trofeów na arenie międzynarodowej na przełomie lat 80. i 90.
- Seria 3 tytułów mistrzowskich z rzędu w latach 90.
- Mecz wszech czasów z Barceloną w finale Pucharu Europy

### Część V
- Kryzys drugiej połowy lat 90.
- Przybycie Carla Ancelottiego
- 5 trofeów w dwa lata w połowie pierwszych lat XXI wieku
- Afera Calciopoli
- Ostatni Puchar Europy (2007)
- Milan obecnie